# Coenonympha minora
Coenonympha minora är en fjärilsart som beskrevs av Pionneau 1926. Coenonympha minora ingår i släktet Coenonympha och familjen praktfjärilar. Inga underarter finns listade i Catalogue of Life.